# Drew Brees
Andrew Christopher "Drew" Brees (født 15. januar 1979 i Austin, Texas, USA) er en amerikansk footballspiller, der spiller i NFL som quarterback for New Orleans Saints. Han kom ind i ligaen i 2001 og spillede de første fem år af sin NFL-karriere hos San Diego Chargers, inden han før 2006-sæsonen blev sendt videre til New Orleans. 
Det foreløbige højdepunkt i Brees' karriere kom i 2010, da han førte sig hold til sejr i Super Bowl (NFL's store finale) og efter kampen blev kåret til den mest værdifulde spiller. Fire gange, i 2004, 2006, 2008 og 2009, er han blevet udvalgt til Pro Bowl, ligaens All-star kamp.
Brees' førte i 2011 NFL i passing yards med 5,476 yards som der så er det højeste antal kaste yards af en quarterback nogensinde i ligaen.